# Konstantin Kisimow

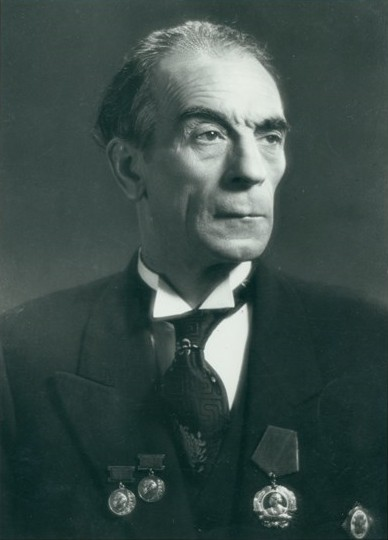
Konstantin W. Kisimow (1954)

Konstantin Wassiliew Kisimow (* 16. April 1897 in Weliko Tarnowo, Bulgarien; † 16. August 1965 in Baltschik, Bulgarien) war ein bulgarischer Schauspieler.

## Leben
Konstantin Wassiliew Kisimow wurde in eine Familie von Revolutionären und Aufklärern geboren. Wie sein Vater, der Jura an der University of Cambridge studierte, begann auch Kisimow ein Jurastudium an der Universität Sofia und der Universität von Paris. Doch er brach es zu Gunsten eines Schauspielstudiums am Nationaltheater „Iwan Wasow“ wieder ab. Von 1924 bis 1928 studierte er anschließend erneut Schauspiel in Paris. Nach seiner Rückkehr konnte er sich relativ schnell aus Theaterschauspieler etablieren und wirkte vereinzelt auch in Produktionen wie Die ganze Stadt sucht Vera, Die fünf Wundertaten des schlauen Petr und Die Windmühle beim bulgarischen Film mit. Bis in die 1960er Jahre hinein wurde er einer der bekanntesten Schauspieler Bulgariens. Er selbst verstarb am 16. August 1965 im Alter von 68 Jahren an den Folgen eines Autounfalls in Baltschik, wo er gerade ein Theaterengagement hatte.

## Filmografie (Auswahl)
- 1952: Unter dem Joch (Под игото)
- 1956: Die ganze Stadt sucht Vera (Точка първа)
- 1958: Der Eid der Heiducken (Хайдушка клетва)
- 1960: Die fünf Wundertaten des schlauen Petr (Хитър Петър)
- 1961: Die Windmühle (Вятърната мелница)